# Élections législatives norvégiennes de 1969
Les élections législatives norvégiennes de 1969 (Stortingsvalet 1969, en norvégien) se sont tenues le 8 septembre 1969, afin d'élire les cent cinquante députés du Storting pour un mandat de quatre ans.

## Résultats
Le score fut très serré entre gauche (74 sièges) et droite (76 sièges). Il était théoriquement possible d'avoir une égalité parfaite de 75 sièges de chaque côté ce qui aurait compliqué le choix du Premier ministre, c'est pourquoi dès les élections suivantes le nombre de parlementaires fut augmenté (passant de 150 à 155), supprimant ainsi les possibilités d'une égalité parfaite entre les deux blocs.
Le Parti travailliste aurait pu se retrouver au pouvoir si le Parti du peuple socialiste avait réédité ses scores de 1965 et 1961 où ils avaient obtenu deux sièges. Le Parti travailliste se retrouve donc seul à gauche et ne peut prendre le pouvoir.
La situation du Premier ministre n'est pas enviable pour autant : il garde certes son poste et son gouvernement ne varie pas. C'est donc un gouvernement de coalition entre les quatre partis du centre et de droite ayant obtenu des sièges au Storting.
Le gouvernement va perdurer jusqu'au 17 mars 1971, il chute non pour une mise en minorité, mais pour une affaire extravagante impliquant un commissaire européen français, l'affaire de la fuite : Lekkasjesaken en norvégien.

### Lekkasjesaken
Le contexte est celui du premier référendum pour l'adhésion de la Norvège à la CEE, dont le résultat fut Non à plus de 53 %. En 1971, la campagne bat son plein, c'est à ce moment qu'éclate cette affaire. Lors d'un vol en avion, Arne Haugestad (en), président d'un groupement opposé à l'adhésion aurait demandé au Premier ministre de lire une note dans laquelle un commissaire européen français aurait dit qu'il ne serait peut-être pas bon que la Norvège entre dans la CEE en raison de l'opposition du peuple. L'affaire a éclaté du fait que cet échange ait fuité et soit connu. Il s'est ensuivi une véritable traque, Arne Haugstad fut désigné coupable avant que des années plus tard il soit innocenté
La conséquence de cette affaire est la chute du gouvernement et l'arrivée au pouvoir du Parti travailliste.